# Don't Miss the Train
Don’t Miss the Train es el segundo álbum de estudio de larga duración publicado por la banda de punk rock No Use for a Name. También es el segundo trabajo del grupo en el sello New Red Archives. Fue relanzado por Fat Wreck Chords el 23 de octubre de 2001 con portada diferente.

## Listado de canciones
1. «Born Addicted» – 2:40
2. «Thorn In My Side» – 2:18
3. «Looney Toon» – 1:50
4. «TollBridge» – 2:39
5. «Hole» – 1:56
6. «Another Step» – 2:18
7. «Don’t Miss The Train» – 2:55
8. «Watching» – 3:04
9. «Punk Points» – 1:56
10. «Tan In A Can» – 2:00
11. «Death Doesn't Care» – 3:21
12. «Get Out Of This Town» – 1:55

## Formación
- Tony Sly - voz y guitarra
- Chris Dodge - guitarra
- Steve Papoutsis - bajo
- Rory Koff - batería